# Freziera ferruginea
Freziera ferruginea là một loài thực vật thuộc họ Theaceae. Đây là loài đặc hữu của Peru.